# André Castro
André Castro Pereira (* 2. April 1988 in Gondomar) ist ein portugiesischer Fußballspieler.

## Karriere
Castro begann seine Karriere bei seinem Heimatverein Gondomar SC, von wo er 1999 in die Jugendabteilung des FC Porto wechselte. Dort wurde er 2008 in die erste Mannschaft geholt. Sein Debüt in der höchsten portugiesischen Spielklasse gab er am 2. Februar 2008 gegen União Leiria, als er in der 79. Minute für Paulo Assunção eingewechselt wurde. Das Spiel endete 4:0 für Porto. Ein weiteres Meisterschaftsspiel folgte. Am Ende der Saison wurde der Meistertitel gefeiert.
In der darauffolgenden Saison wechselte er leihweise zum SC Olhanense, mit welchen er auf Anhieb den Aufstieg in die SuperLiga schaffte. Mit Platz 13 2009/10 konnte sich der Verein in der höchsten Spielklasse behaupten. Von 2011 bis Ende der Saison 2012 spielte Castro leihweise bei Sporting Gijón in der Primera División. Zur Saison 2012/13 spielt er wieder beim FC Porto. Für die Spielzeit 2013/14 wurde Castro an den türkischen Erstligisten Kasımpaşa Istanbul ausgeliehen.
Nach dieser einjährigen Leihperiode bei Kasımpaşa Istanbul wurde er im Sommer 2014 von diesem Verein samt Ablöse transferiert. Für die Istanbuler spielte Castro die nächsten Spielzeiten und etablierte sich während dieser Zeit als einer der auffälligsten Mittelfeldspieler der Liga. So wurde er in der Sommertransferperiode 2017 einer der gefragtesten Spieler der Liga. So wechselte Castro zum neuen Erstligisten Göztepe Izmir, wo er auf 96 Einsätze kam. Von 2020 bis 2024 spielte er für Sporting Braga in der Primera Liga und absolvierte 69 Spiele für den Verein.
Seit Januar 2024 steht er beim portugiesischen Erstligisten Moreirense FC unter Vertrag.

## Erfolge
- Portugiesischer Meister: 2007/08, 2012/13
- Portugiesischer Fußball-Supercup: 2012
- Aufstieg in die SuperLiga: 2009